# 제임스 러켓
제임스 러켓(Jammes Luckett, 1974년 8월 13일 ~ )은 미국의 작곡가, 작가, 배우, 작곡가 겸 작사가, 음악 프로듀서, 성우, 영화배우이다.
콜럼버스에서 태어났다.

## 영화
- 로만 (2006년)
- 더 우즈 (2006년)
- 마스터즈 오브 호러 에피소드 10 - 식 걸 (2006년)